# Beiuş
Beiuș (udtale: beˈjuʃ; ungarsk: Belényes) er en by i distriktet Bihor i Rumænien. Byen administrerer en enkelt landsby, Delani (Gyalány). Byen har 9.745 (2021) indbyggere og Beiuș dækker et areal på 24,46 km² i dalen af samme navn i de østlige udmundinger af Apusenibjergene. Beiuș ligger ved floden Crișul Negru (Black Kreish) - en af Köröss kildefloder - og ved Europavej E 79, 62 kilometer sydøst for amtshovedstaden Oradea (Great Vardein).
Mellem slutningen af det 18. og begyndelsen af det 20. århundrede udgjorde Beiuș et af de vigtigste læringscentre for det rumænske sprog i Crișana.

## Demografi
Befolkningens etniske sammensætning er som følger:
- rumænsk 89.8%
- Ungarsk 7.3%
- Romaer 2,6 %
- Andre 0,3%